# Leél-Őssy Sándor
Leél-Őssy Sándor (Sarkad, 1924. szeptember 17. – Budapest, 1998. szeptember 5.) geográfus, barlangkutató. Leél-Őssy Szabolcs apja.
A Budapesti Tudományegyetemen földrajz-történelem szakos tanárként 1946-ban végzett. Az egyetem Földrajzi Intézetében mint tanársegéd tevékenykedett. Kandidátusi disszertációját 1957-ben védte meg. Az 1956-os forradalomban való részvétele miatt 1958-tól csak mint középiskolai tanár kapott állást. Előbb a Móricz Zsigmond Gimnáziumban, majd a budapesti Kőrösi Csoma Sándor Orosz- Magyar Tanítási Nyelvű Gimnáziumban tanított, illetve szakfelügyelőként tevékenykedett. A Móricz Gimnáziumban földrajzi szakkört hozott létre, tanítványai közül sokan választották élethivatásul a földtudomány valamelyik ágát.

## Barlangkutató tevékenysége
Az oktatás mellett főként barlangkutatással foglalkozott. Kutatási területe volt a Naszályi-víznyelőbarlang, az Ürömi-víznyelőbarlang, a Csipkés-kúti-víznyelő, a Szalonnai-karszt és a Szárhegyi-zsomboly. Részt vett a Magyar Karszt- és Barlangkutató Társulat 1958. évi megalakításában, melynek munkájában titkárként, a földrajzi, majd a karsztmorfológiai szakbizottság vezetőjeként vett részt. A Társulat 1986-ban Kadić Ottokár-éremmel tüntette ki kimagasló értékű kutatói és alkotó tudományos munkásságáért, 1991-ben pedig tiszteleti tagjává választotta iskolateremtő szakmai tevékenysége elismeréseként.

## Főbb munkái
Főbb munkái főként a Földrajzi Értesítőben jelentek meg:
- Északborsodi-karszt (1952)
- A barlangok osztályozása (1952)
- A Budai-hegység barlangjai (1957)
- A Bükk víznyelőinek és víznyelőbarlangjainak tanulmányozása (1959)
- Magyarország karsztvidékei (1960)
- Földrajzi tanulmányi kirándulások (1974)